# Nati nel 1948/Agosto
| Questa pagina contiene informazioni ricavate automaticamente dalle voci biografiche con l'ausilio del template Bio e di un bot. L'aggiornamento è periodico e automatico e ricostruisce completamente la pagina. Se manca una persona in questa lista, sei pregato di non aggiungerla, ma accertati piuttosto che la sua voce biografica contenga il template Bio e che i dati anagrafici siano correttamente compilati. Se il template Bio manca, inseriscilo tu stesso o, in alternativa, metti l'avviso {{tmp\|Bio}} che ne segnala la mancanza. Se i dati riportati sono sbagliati, correggi direttamente la voce biografica; le modifiche saranno visibili in questa lista entro pochi giorni. Per chiarimenti vedi il progetto biografie. La lista contiene solo le 272 persone che sono citate nell'enciclopedia e per le quali è stato implementato correttamente il template Bio. Pagina aggiornata al 18 ago 2025. |

- 1º agosto - Avi Arad, produttore cinematografico israeliano
- 1º agosto - Warren Archibald, ex calciatore trinidadiano
- 1º agosto - Cliff Branch, giocatore di football americano statunitense († 2019)
- 1º agosto - Filippo Burgarella, storico italiano († 2017)
- 1º agosto - Carlo Diappi, costumista italiano († 2025)
- 1º agosto - David Gemmell, scrittore britannico († 2006)
- 1º agosto - Ivars Kalniņš, attore lettone
- 1º agosto - Aline Kominsky-Crumb, fumettista statunitense († 2022)
- 1º agosto - Carmen Lomana, imprenditrice spagnola
- 1º agosto - Armand Mastroianni, regista statunitense
- 1º agosto - Walter Passerini, giornalista italiano († 2025)
- 1º agosto - Giovanni Ricchiuti, arcivescovo cattolico italiano
- 1º agosto - Rainer Schmidt, ex saltatore con gli sci tedesco
- 1º agosto - Abdelmalek Sellal, politico algerino
- 2 agosto - Arturo Cattaneo, teologo svizzero
- 2 agosto - Cornel Dinu, ex calciatore, allenatore di calcio e dirigente sportivo rumeno
- 2 agosto - Borivoje Đorđević, ex calciatore jugoslavo
- 2 agosto - Ronaldo Drummond, calciatore brasiliano († 2020)
- 2 agosto - Andy Fairweather Low, cantautore e chitarrista gallese
- 2 agosto - Giovannantonio Forabosco, linguista e psicologo italiano
- 2 agosto - Mani Hernandez, ex calciatore spagnolo
- 2 agosto - Robert Holdstock, scrittore inglese († 2009)
- 2 agosto - Charles Kay-Shuttleworth, V barone Shuttleworth, nobile britannico
- 2 agosto - Ike MacKay, ex calciatore canadese
- 2 agosto - Dennis Prager, conduttore radiofonico, opinionista e scrittore statunitense
- 2 agosto - Jean Solé, fumettista francese
- 3 agosto - Mauro Cerioni, ex cestista italiano
- 3 agosto - Enzo Fragalà, avvocato e politico italiano († 2010)
- 3 agosto - Leon Ichaso, regista cubano († 2023)
- 3 agosto - Péter Juhász, calciatore ungherese († 2024)
- 3 agosto - Antoni Macierewicz, politico, storico e pubblicista polacco
- 3 agosto - Mauro Mariani, biologo italiano
- 3 agosto - Jean-Pierre Raffarin, politico francese
- 4 agosto - Domingo Catalán, ex ultramaratoneta e ex maratoneta spagnolo
- 4 agosto - Sergio Cusani, ex dirigente d'azienda italiano
- 4 agosto - Leonard Hamilton, allenatore di pallacanestro statunitense
- 4 agosto - Giorgio Parisi, fisico italiano
- 4 agosto - Mike Pratt, cestista e allenatore di pallacanestro statunitense († 2022)
- 4 agosto - Massimo Sarmi, dirigente d'azienda italiano
- 5 agosto - Ciriaco Cano, allenatore di calcio e ex calciatore spagnolo
- 5 agosto - Ray Clemence, calciatore e allenatore di calcio inglese († 2020)
- 5 agosto - Tony DiCicco, allenatore di calcio e calciatore statunitense († 2017)
- 5 agosto - Larry Elmore, disegnatore e fumettista statunitense
- 5 agosto - Barbara Flynn, attrice inglese
- 5 agosto - David Hungate, bassista statunitense
- 5 agosto - Sonja Kohn, banchiera austriaca
- 5 agosto - Carole Laure, attrice e cantante canadese
- 5 agosto - Toncho Nava, ex cestista spagnolo
- 5 agosto - Juan Ramón Silva, allenatore di calcio e ex calciatore uruguaiano
- 5 agosto - Karlheinz Smieszek, ex tiratore a segno tedesco
- 5 agosto - Shin Takamatsu, architetto giapponese
- 5 agosto - Antoni Zajkowski, ex judoka polacco
- 5 agosto - Efraim Zuroff, storico israeliano
- 6 agosto - Luigi Allegri, scrittore italiano
- 6 agosto - Mykola Avilov, ex multiplista sovietico
- 6 agosto - Dino Bravo, wrestler italiano († 1993)
- 6 agosto - Faith Esham, soprano statunitense
- 6 agosto - Giorgio Gambin, allenatore di calcio e ex calciatore italiano
- 6 agosto - Mick Leech, allenatore di calcio e ex calciatore irlandese
- 6 agosto - Michael Peters, coreografo e regista televisivo statunitense († 1994)
- 6 agosto - Dagfinn Rognmo, allenatore di calcio e ex calciatore norvegese
- 7 agosto - Vladimir Alenikov, regista sovietico
- 7 agosto - James Patrick Allison, immunologo statunitense
- 7 agosto - Benjamin C. Bradlee, giornalista statunitense
- 7 agosto - Fred Brown, ex cestista statunitense
- 7 agosto - Daniel Díaz, ex calciatore cileno
- 7 agosto - Wolfgang Haas, arcivescovo cattolico liechtensteinese
- 7 agosto - Dan Halutz, generale israeliano
- 7 agosto - Dragan Kapičić, cestista e dirigente sportivo jugoslavo († 2024)
- 7 agosto - Paolo Pezzino, storico italiano
- 8 agosto - Rasim Balayev, attore e doppiatore azero
- 8 agosto - Tibor Cservenyák, ex pallanuotista ungherese
- 8 agosto - Jean-Pierre Dedieu, storico francese
- 8 agosto - Akira Matsunaga, ex calciatore giapponese
- 8 agosto - Massimo Migliorini, ex calciatore italiano
- 8 agosto - Givanildo Oliveira, allenatore di calcio e ex calciatore brasiliano
- 8 agosto - Viktor Georgievič Pugačëv, aviatore sovietico
- 8 agosto - Agata Ruscica, giornalista e attivista italiana
- 8 agosto - Svetlana Evgen'evna Savickaja, cosmonauta e politica sovietica
- 8 agosto - Emilio Pérez Touriño, politico spagnolo
- 8 agosto - Richard Tuggle, sceneggiatore e regista statunitense
- 8 agosto - Germano Valsecchi, pugile italiano († 2023)
- 8 agosto - Anders Wejryd, arcivescovo luterano svedese
- 9 agosto - Fiorenza Bassoli, politica italiana († 2020)
- 9 agosto - Claudia Blum, politica e psicologa colombiana
- 9 agosto - William M. Daley, politico, avvocato e banchiere statunitense
- 9 agosto - Antonie Iorgovan, politico e giurista romeno († 2007)
- 9 agosto - Kim Hwang-sik, politico sudcoreano
- 9 agosto - Vadim Nikonov, ex calciatore sovietico
- 9 agosto - Carlo Pernat, dirigente sportivo italiano
- 9 agosto - Luis Gomez Valdivieso, regista, scrittore e sceneggiatore spagnolo († 2014)
- 10 agosto - Marco D'Alberti, giurista italiano
- 10 agosto - Pál Gerevich, ex schermidore ungherese
- 10 agosto - Gianpasquale Santomassimo, storico italiano
- 10 agosto - Nick Stringer, attore britannico
- 10 agosto - Willy Teirlinck, ex ciclista su strada belga
- 11 agosto - Mario Albano, politico, giornalista e storico italiano († 2020)
- 11 agosto - Peter Gould, sceneggiatore, regista e produttore televisivo statunitense
- 11 agosto - Tore Lindseth, allenatore di calcio e calciatore norvegese († 2013)
- 11 agosto - Jan Palach, patriota cecoslovacco († 1969)
- 11 agosto - Vincenzo Pelvi, arcivescovo cattolico italiano
- 11 agosto - Ron Snell, ex hockeista su ghiaccio canadese
- 12 agosto - Sue Monk Kidd, scrittrice statunitense
- 12 agosto - Michail Minskij, cantante russo († 1988)
- 12 agosto - Michele Norsa, manager italiano
- 12 agosto - Mizengo Pinda, politico tanzaniano
- 12 agosto - Cornell Warner, ex cestista statunitense
- 12 agosto - Ana de Hollanda, cantante, attrice e politica brasiliana
- 13 agosto - Kathleen Battle, soprano statunitense
- 13 agosto - Paul-Philippe Hohenzollern, rumeno
- 13 agosto - Mosiuoa Lekota, politico sudafricano
- 13 agosto - Anthony Moore, tastierista e compositore britannico
- 14 agosto - David Harold Bailey, matematico e informatico statunitense
- 14 agosto - Joe Cooke, cestista statunitense († 2006)
- 14 agosto - Gianni De Gennaro, poliziotto, dirigente pubblico e prefetto italiano
- 14 agosto - Riccardo Marone, politico italiano
- 14 agosto - Ranieri Pontello, imprenditore italiano
- 14 agosto - Greg Rogers, ex nuotatore australiano
- 15 agosto - Titti Bianchi, cantante italiana
- 15 agosto - Jorge Carrascosa, ex calciatore argentino
- 15 agosto - Luigi De Maio, neurologo, psichiatra e psicologo italiano
- 15 agosto - Mahmoud Hashemi Shahroudi, politico iraniano († 2018)
- 15 agosto - Yoshio Ishida, goista giapponese
- 15 agosto - Tom Johnston, musicista, chitarrista e cantautore statunitense
- 15 agosto - Barna Kabay, regista e sceneggiatore ungherese
- 15 agosto - Michel Mézy, allenatore di calcio e ex calciatore francese
- 15 agosto - Robert Pittenger, politico statunitense
- 15 agosto - Teori Zavascki, giudice brasiliano († 2017)
- 16 agosto - Earl Blumenauer, politico e avvocato statunitense
- 16 agosto - Gelsomino D'Ambrosio, designer italiano († 2006)
- 16 agosto - Massimo Fantola, politico e ingegnere italiano
- 16 agosto - Gianna Forretti, cantante italiana
- 16 agosto - Nunzio Galantino, vescovo cattolico italiano
- 16 agosto - Barry Hay, cantante e musicista olandese
- 16 agosto - Annemarie Huber-Hotz, politica, sociologa e etnologa svizzera († 2019)
- 16 agosto - Jean Le Bitoux, giornalista e attivista francese († 2010)
- 16 agosto - Ernesto Mallo, scrittore argentino
- 16 agosto - Mirta Miller, attrice argentina
- 16 agosto - Lorenzo Righi, ex calciatore italiano
- 16 agosto - Amando Samo, vescovo cattolico micronesiano († 2021)
- 16 agosto - Renzo Stenico, ex arbitro di hockey su ghiaccio e ex hockeista su ghiaccio italiano
- 16 agosto - Paul Stovall, cestista statunitense († 1978)
- 17 agosto - Pieter van Tuyll, ex cestista olandese
- 17 agosto - Patrick James Zurek, vescovo cattolico statunitense
- 18 agosto - Lucio Bizzini, ex calciatore svizzero
- 18 agosto - Gérard Philippe Broutin, pittore francese
- 18 agosto - Jurij Čyž, ex schermidore sovietico
- 18 agosto - Vincenzo De Luca, politico italiano
- 18 agosto - Anders Fægri, allenatore di calcio e ex calciatore norvegese
- 18 agosto - Maureen Garrett, attrice statunitense
- 18 agosto - Grainger Hines, attore statunitense
- 18 agosto - Joseph Marcell, attore britannico
- 18 agosto - Massoud Rajavi, politico, rivoluzionario e attivista iraniano
- 18 agosto - Michele Stefani, allenatore di sci alpino, sciatore alpino e dirigente sportivo italiano († 2024)
- 18 agosto - Régis Wargnier, regista e sceneggiatore francese
- 19 agosto - Luisa Bonolis, storica della scienza italiana
- 19 agosto - Jim Carter, attore britannico
- 19 agosto - Tipper Gore, attivista e scrittrice statunitense
- 19 agosto - Ian McElhinney, attore britannico
- 19 agosto - Carlos Horacio Moreno, calciatore e allenatore di calcio argentino († 2020)
- 19 agosto - Giuseppe Petrocchi, cardinale e arcivescovo cattolico italiano
- 19 agosto - Angelo Scandurra, poeta e scrittore italiano († 2021)
- 19 agosto - Tommy Söderberg, allenatore di calcio svedese
- 19 agosto - Toshio Suzuki, produttore cinematografico giapponese
- 19 agosto - Sandro Trevisanato, avvocato, dirigente pubblico e politico italiano
- 19 agosto - Claudio Vandoni, allenatore di pallacanestro italiano
- 19 agosto - Abbud al-Zumar, militare e terrorista egiziano
- 20 agosto - Ricardo De Rienzo, calciatore argentino († 2013)
- 20 agosto - Kiyomi Katō, ex lottatore giapponese
- 20 agosto - Cees van Kooten, allenatore di calcio e calciatore olandese († 2015)
- 20 agosto - N.R. Narayana Murthy, imprenditore indiano
- 20 agosto - John Noble, attore australiano
- 20 agosto - Mauro Palma, matematico e giurista italiano
- 20 agosto - Robert Plant, cantautore, musicista e compositore britannico
- 20 agosto - Bernhard Russi, dirigente sportivo e ex sciatore alpino svizzero
- 20 agosto - Hansjörg Schlager, sciatore alpino tedesco († 2004)
- 21 agosto - Lindy Hemming, costumista britannica
- 21 agosto - Linda Hill-MacDonald, allenatrice di pallacanestro statunitense
- 21 agosto - Pierre Koffmann, cuoco francese
- 21 agosto - Jerzy Opara, ex canoista polacco
- 21 agosto - Fausto Pajar, giornalista e scrittore italiano († 2024)
- 21 agosto - Massimo Piloni, allenatore di calcio e ex calciatore italiano
- 21 agosto - Dorothea Steiner, politica, insegnante e sindacalista tedesca
- 21 agosto - Eliud Williams, politico dominicense
- 22 agosto - Céphas Bansah, ghanese
- 22 agosto - Eleonora Brown, attrice italiana
- 22 agosto - Otto Demarmels, ex calciatore svizzero
- 22 agosto - Peter James, scrittore e produttore cinematografico britannico
- 22 agosto - Zorica Jevremović, drammaturga, regista teatrale e regista serba († 2023)
- 22 agosto - David Marks, musicista e cantautore statunitense
- 22 agosto - Tamás Pálffy, cestista ungherese († 2025)
- 22 agosto - Flavio Roda, dirigente sportivo italiano
- 23 agosto - Mauro Bonanni, montatore italiano († 2022)
- 23 agosto - Kōstas Geōrgakīs, attivista greco († 1970)
- 23 agosto - Jurij Jechanurov, politico ucraino
- 23 agosto - Cynthia Kauffman, ex pattinatrice artistica su ghiaccio statunitense
- 23 agosto - Andrei Pleșu, filosofo, saggista e giornalista rumeno
- 23 agosto - Mama Béa Tekielski, cantautrice francese
- 24 agosto - Nana Džordžadze, regista, attrice e sceneggiatrice georgiana
- 24 agosto - Sebastiano Favero, ingegnere italiano
- 24 agosto - Jacques Fieschi, sceneggiatore francese
- 24 agosto - Jean-Michel Jarre, musicista e compositore francese
- 24 agosto - Alexander McCall Smith, scrittore e giurista britannico
- 24 agosto - Sauli Niinistö, politico e avvocato finlandese
- 24 agosto - Fran O'Hanlon, ex cestista e allenatore di pallacanestro statunitense
- 24 agosto - Vicente Sotto III, politico, attore e comico filippino
- 24 agosto - Andrea Turazzi, vescovo cattolico italiano
- 25 agosto - Angelo Bottino, politico italiano
- 25 agosto - Tommaso Di Francesco, poeta, giornalista e scrittore italiano
- 25 agosto - Manfred Jakober, ex sciatore alpino svizzero
- 25 agosto - Alain Peltier, pilota automobilistico belga († 2005)
- 25 agosto - Tony Ramos, attore e conduttore televisivo brasiliano
- 25 agosto - Guy Sibille, ex ciclista su strada francese
- 25 agosto - Pirro Vaso, architetto albanese
- 26 agosto - Elidio De Paoli, politico italiano
- 26 agosto - Gertrud Gabl, sciatrice alpina austriaca († 1976)
- 26 agosto - Harvey Marlatt, cestista statunitense († 2024)
- 26 agosto - Herman van Riemsdijk, scacchista brasiliano
- 26 agosto - Robert Trump, dirigente d'azienda statunitense († 2020)
- 26 agosto - Magdaléna Vášáryová, attrice e politica slovacca
- 27 agosto - Kōnstantinos Alysandrakīs, politico greco
- 27 agosto - Chiara Boni, stilista italiana
- 27 agosto - Giovanni Caprara, giornalista italiano
- 27 agosto - Nicoletta D'Arbitrio, restauratrice, scenografa e saggista italiana († 2017)
- 27 agosto - Christophe Joseph Marie Dabiré, politico e economista burkinabè
- 27 agosto - Francesco Giuliari, politico italiano
- 27 agosto - Vladimir Ryženkov, sollevatore sovietico († 2011)
- 27 agosto - Giancarlo Simonacci, pianista e compositore italiano
- 27 agosto - Sgt. Slaughter, ex wrestler statunitense
- 28 agosto - Annamaria Ciarallo, archeologa e botanica italiana († 2013)
- 28 agosto - Everald Cummings, allenatore di calcio e ex calciatore trinidadiano
- 28 agosto - Bror Danielsson, ex pilota di rally svedese
- 28 agosto - Natal'ja Georgievna Gundareva, attrice teatrale e attrice cinematografica sovietica († 2005)
- 28 agosto - Horacio Gutiérrez, pianista cubano
- 28 agosto - Vonda N. McIntyre, autrice di fantascienza statunitense († 2019)
- 28 agosto - Héctor Payán, cestista messicano († 2012)
- 28 agosto - Danny Seraphine, batterista statunitense
- 29 agosto - Scott Allen, attore, cantante e ballerino statunitense
- 29 agosto - Domenico Arezzo, politico italiano
- 29 agosto - Carol Bartz, dirigente d'azienda statunitense
- 29 agosto - Gilles Carrez, politico francese
- 29 agosto - George Child-Villiers, visconte di Villiers, nobile inglese († 1998)
- 29 agosto - Giuseppe Geraci, politico italiano
- 29 agosto - Jan Graubner, arcivescovo cattolico e teologo ceco
- 29 agosto - Simon House, violinista e tastierista britannico († 2025)
- 29 agosto - Xaver Kurmann, ex pistard e ciclista su strada svizzero
- 29 agosto - Benjaman Kyle, statunitense
- 29 agosto - Robert S. Langer, ingegnere chimico statunitense
- 29 agosto - Peppino Ortoleva, storico italiano
- 29 agosto - Charles Walker, ex astronauta e ingegnere statunitense
- 29 agosto - António Francisco dos Santos, vescovo cattolico portoghese († 2017)
- 30 agosto - Lewis Black, comico, attore e sceneggiatore statunitense
- 30 agosto - Marin Dan, ex pallamanista rumeno
- 30 agosto - Carlo Demetz, ex sciatore alpino italiano
- 30 agosto - Salvatore Fabrizio, compositore, paroliere e produttore discografico italiano
- 30 agosto - José Pablo García Castany, calciatore spagnolo († 2022)
- 30 agosto - Jean-Louis Georgelin, generale francese († 2023)
- 30 agosto - Arturo Guerrero, ex cestista e allenatore di pallacanestro messicano
- 30 agosto - Fred Hampton, attivista statunitense († 1969)
- 30 agosto - Donnacha O'Dea, ex nuotatore e giocatore di poker irlandese
- 30 agosto - Guy Pardiès, ex rugbista a 15 e allenatore di rugby a 15 francese
- 30 agosto - Giovanni Salamone, imprenditore italiano († 1991)
- 30 agosto - Dragoslav Stepanović, allenatore di calcio e ex calciatore jugoslavo
- 30 agosto - Hansjörg Trachsel, bobbista e politico svizzero
- 31 agosto - Harald Ertl, pilota automobilistico e giornalista austriaco († 1982)
- 31 agosto - Ricky Gardiner, chitarrista e compositore scozzese († 2022)
- 31 agosto - Margherita Mussi, archeologa italiana
- 31 agosto - Holger Osieck, allenatore di calcio e ex calciatore tedesco
- 31 agosto - Alessandro Pajno, magistrato e politico italiano
- 31 agosto - Howard Porter, cestista statunitense († 2007)
- 31 agosto - Rudolf Schenker, chitarrista tedesco
- 31 agosto - Monique van Haver, ex tennista belga